# Ardisia liebmannii
Ardisia liebmannii är en viveväxtart. Ardisia liebmannii ingår i släktet Ardisia och familjen viveväxter.

## Underarter
Arten delas in i följande underarter:
- A. l. jalapensis
- A. l. liebmannii